# Tipula (Yamatotipula) ompoensis
Tipula (Yamatotipula) ompoensis is een tweevleugelige uit de familie langpootmuggen (Tipulidae). De soort komt voor in het Palearctisch gebied.